# Thalestris purpurea
Thalestris purpurea är en kräftdjursart som beskrevs av Georg Ossian Sars 1905. Thalestris purpurea ingår i släktet Thalestris och familjen Thalestridae. Arten är reproducerande i Sverige. Inga underarter finns listade i Catalogue of Life.